# Picaflors australià
El picaflor australià (Dicaeum hirundinaceum) és una espècie d'ocell de la família dels dicèids (Dicaeidae).

## Hàbitat i distribució
Habita selves, boscos i matolls d'Austràlia, les illes Aru i Watubela (properes al sud-oest de Nova Guinea), les illes Tayandu i Kai (a les Moluques sud-orientals) i les illes Tanimbar.

## Taxonomia
Alguns autors consideren que es tracta en realitat de tres espècies:
- Dicaeum hirundinaceum (sensu stricto) - picaflors australià.
- Dicaeum ignicolle Gray, GR, 1858 - picaflors de les Aru. [3]
- Dicaeum keiense Salvadori, 1874 - picaflors de pit rosat.[4]